# Dafydd ab Owain Gwynedd
Dafydd ab Owain Gwynedd (1135? – 1203) Il règne conjointement avec ses frères, Maelgwn et Rhodri jusqu'à ce qu'il les fasse emprisonner. Il est co-régent du 
dans l'est du Royaume de Gwynedd (Rhos & Rhufoniog) en décembre 1170 puis seul roi de 1174 à 1175 et ensuite de nouveau seulement de l'est du Gwynedd de 1175 à sa déposition en 1195. 

## Origine
Dafydd était le fils d'Owain Gwynedd et de Cristin verch Goronwy. Comme Owain et Cristin étaient cousins au premier degré, leur mariage ne fut pas accepté par l'Église et cette dernière considérait Dafydd comme un enfant illégitime. En 1157, Henri II d'Angleterre envahit le Gwynedd et Dafydd se trouva impliqué dans l'escarmouche près de Basingwerk qui faillit coûter la vie à Henri II. En 1165, Dafydd s'installa dans la vallée de Clwyd et pilla Tegeingl.

## Règne
À la mort d'Owain en 1170, ses fils ne purent se mettre d'accord sur la succession. Daffyd et Rhodri attaquèrent et tuèrent leur frère Hywel ab Owain Gwynedd. En 1173, Dafydd parvint à écarter son frère Maelgwn en l'envoyant en Irlande. Un autre de ses frères, Cynan, mourut en 1174, ce qui raccourcit la liste des prétendants au trône. Cette même année, Dafydd fit emprisonner Maelgwn (revenu d'Irlande) et Rhodri et se retrouva seul sur le trône.
En 1175, Rhodri parvint à s'évader et il prit les armes contre Dafydd. Il parvint à s'emparer du Gwynedd de l'ouest du fleuve Conwy et reçut d'Henri II les manoirs d'Ellesmere et de Hales en Angleterre. Il reçut également un château à Rhuddlan où Giraldus Cambrensis passa une nuit lors de son voyage à travers le Pays de Galles avec l'archevêque Baldwin.
En 1194, Dafydd dut faire face à son neveu Llywelyn ab Iorwerth, qui le renversa à la bataille d'Aberconwy avec l'aide de ses cousins, les fils de Cynan ab Owain Gwynedd. Dafydd perdit une bonne partie de ses territoires et fut emprisonné en 1197. Grâce à l'archevêque de Cantorbéry Hubert Walter, Dafydd fut libéré et il partit s'installer en Angleterre où il mourut en mai 1203.

## Union et postérité
En 1174, Dafydd épouse Emme d'Anjou, la demi-sœur d'Henri II et fille illégitime de Geoffroy V d'Anjou. Ils eurent quatre enfants : Owain, Einion, Gwenllian et Gwenhwyfar. Emma meurt en 1214 ou peu après quand elle disparait des Pipe Rolls (sortes de recensements d'audits financiers utilisés par le Trésor anglais).

## Sources
- (en) Mike Ashley British Kings & Queens    Robinson (Londres 1998)  (ISBN 1841190969). « Dafydd ap Owain  »  p. 357-358, table p. 331.
- (en) David Walker Medieval Wales Cambridge University Press, Cambridge 1990 réédition 1999  (ISBN 0521311535) 235p.
- (en) Kari Maund, The Welsh Kings: Warriors, warlords and princes, Mill Brimscombe Port Stroud, The History Press, 2006 (ISBN 9780752429731), p. 166, 168, 182-83, 186-87, 189, 191
- (en) Timothy Venning, The Kings & Queens of Wales, Mill Brimscombe Port Stroud, Amberley Publishing,, 2013 (ISBN 9781445615776), p. 89-91, 98, 143